# Pago en el surtidor

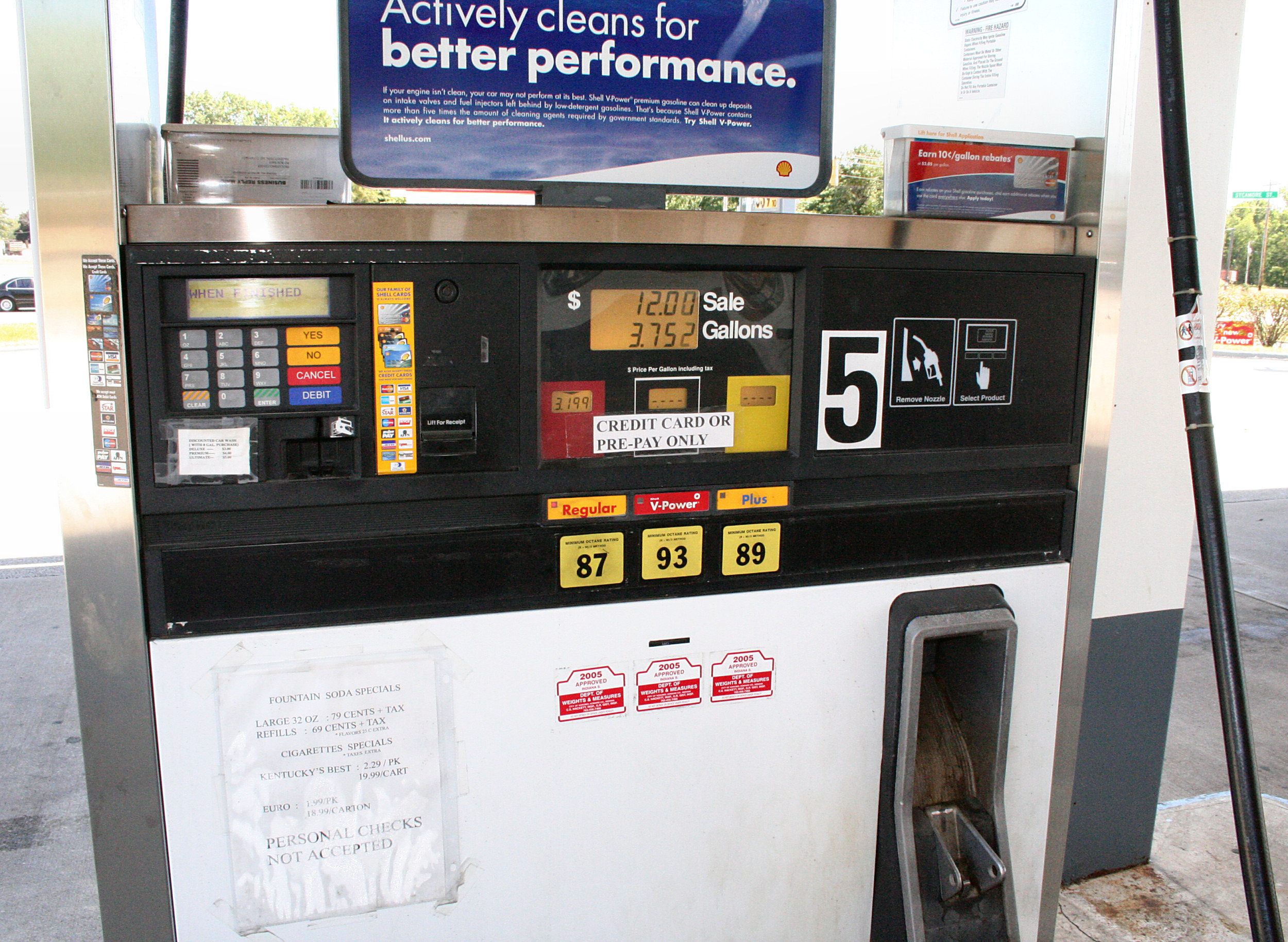
Un sistema de pago en el surtidor en los surtidores Wayne Vista

El pago en el surtidor es un sistema utilizado en muchas estaciones de servicio, donde los clientes pueden pagar su combustible insertando una tarjeta de crédito, débito o tarjeta de combustible en una ranura del surtidor, evitando el requisito de realizar la transacción con el encargado de la estación. o alejarse del vehículo. Algunas zonas tienen gasolineras que utilizan transpondedores de peaje electrónico como método de pago.

## Historia
El pago en el surtidor se inventó por primera vez en 1973 en Abilene, Texas, pero no despegó hasta la década de 1980.   El sistema se introdujo en 1982 en Europa y Mobil afirma haber sido la primera gasolinera en introducir el pago en el surtidor en los Estados Unidos en 1986.   En 1994, sólo el trece por ciento de las tiendas de conveniencia contaban con esta tecnología. El ochenta por ciento de las tiendas de conveniencia de EE. UU. lo utilizaban en 2002, y prácticamente todas las tiendas de EE. UU. lo hacen en la actualidad. En 2004, Sheetz fue el primero en utilizar quioscos con pantalla táctil junto al surtidor, donde los clientes también pueden pedir artículos de servicio de alimentos en la tienda que recogen después de cargar combustible.  En 2012, Zarco USA fue el primero en tener pantallas táctiles de pedido en la bomba. 

## Características
El pago en el surtidor se considera una forma de mantener bajo el costo de la gasolina al reducir la necesidad de empleados en las estaciones de servicio.  Se considera un cambio importante con respecto a los días en que el servicio completo era la norma en las estaciones de servicio, y el encargado no sólo bombeaba combustible, sino que también lavaba el parabrisas y revisaba los líquidos y la presión de los neumáticos, todo mientras el cliente permanecía en el vehículo.  El servicio completo es un mandato legal en los estados de Nueva Jersey y partes de Oregón en EE. UU. Oregón permite el autoservicio comercial de gasolina para uso comercial  a través de una red de bloqueo de tarjetas, como Pacific Pride o CFN.
La tecnología también ha permitido la introducción de estaciones de servicio desatendidas (cuando lo permite la ley), que se encuentran principalmente fuera de los supermercados y otros establecimientos minoristas y no tienen tiendas conectadas. 

## Fraude
Aquellos que utilizan la función de pago en el surtidor, podrían correr el riesgo de sufrir un fraude, ya que los ladrones pueden colocar skimmers en los surtidores que pueden robar la información de las tarjetas, y utilizarla para realizar compras fraudulentas. Se pueden utilizar tarjetas de débito para realizar la compra, ya sea como débito o crédito.  
En Estados Unidos, la aceptación de tarjetas con chip EMV en las gasolineras fue parte del cambio de responsabilidad, donde la entidad que no cumpla con las actualizaciones de las tarjetas con chip será responsable de cualquier fraude. El cambio de responsabilidad estaba originalmente programado para octubre de 2017, pero todas las marcas de pago lo trasladaron a octubre de 2020 y, posteriormente, extendieron el cambio de responsabilidad hasta abril de 2021.  

## Costo para empresas y empleados
Pagar en el surtidor puede hacer que los clientes eviten entrar en una tienda de conveniencia y comprar bocadillos, bebidas, tabaco o productos automotrices, perjudicando así las ganancias que obtienen las estaciones con dichas ventas.  De este modo, el cliente ahorra dinero y evita el desorden que generan esas compras. 

## Pago con teléfono inteligente
Algunos surtidores de gasolina se han actualizado para ofrecer pagos sin contacto, donde se aceptan billeteras electrónicas así como funciones móviles para pagar en línea en el surtidor, sin interactuar con el surtidor para el pago, identificando el número del surtidor en la billetera móvil y cargando la tarjeta almacenada en la billetera. 